# Caudins
Els caudins (en llatí caudini) eren un tribu samnita de la part del Samni propera a Campània.
El nom està relacionat amb el de la ciutat de Caudium, que devia ser la seva capital. Sembla segur que la denominació no es limitava als ciutadans de Caudium, sinó que s'estenia a una part més ampla del territori. Titus Livi en parla sovint i diu que eren propers als hirpins i formaven part dels samnites. És possible que fossin una de les quatre tribus que va formar la confederació samnita, però la manca d'informació sobre aquest punt ho fa difícil d'assegurar. En parla Vel·lei Patercul, i diu que eren el poble amb el qual els romans van signar el tractat de pau després de la derrota de les Forques Caudines, quan sobre aquest fet Titus Livi parla només dels samnites en general.
No es coneix l'extensió del seu territori, però se suposa que es trobaven entre els hirpins i els pentri, i a l'oest tenien la Campània. El nom devia caure en desús, perquè no en fa esment cap geògraf posterior. Plini el Vell menciona els caudins, però són només els habitants de Caudium.